# Volar (álbum)
Volar es el cuarto álbum de estudio, y sexto en la cronología, de la banda chilena Saiko. El disco fue lanzado oficialmente el día 24 de noviembre de 2007 en la discoteca El Huevo de Valparaíso, aunque ya estaba a la venta a través de Internet. Este álbum fue el primero que la banda publicó después de que Denisse Malebrán, vocalista original del grupo, se retirara a fines de abril de 2007. La encargada de reemplazar a Malebrán es Marcela "Thais" Castro.

## Historia
El álbum comienza a gestarse a mediados de abril de 2007, siendo elaborado a través de un trabajo en conjunto de Luciano Rojas, Marcela Thais y Javier Torres, los integrantes de la banda de ese entonces.
En solo un par de meses estaban compuestas de forma íntegra todas las canciones del álbum, razón por la cual se dio inicio al proceso de grabaciones y mezclas durante el mes de agosto en los Estudios Atómica en Santiago de Chile. Una vez que se tuvo la mezcla final, ésta fue enviada a los estudios del ingeniero Manni Struck en Colonia, Alemania; donde el disco fue masterizado.

## Concepto
"Volar", que es el nombre del álbum, significa "deja tu lugar para llegar más lejos y ser cada día mejor". Su línea musical destaca por sus melodías alegres, profundas y luminosas, rompiendo a ratos con los estereotipos e incorporando diferentes estilos en virtud de un sonido roquero.

## Listado de canciones
1. "Volar"
2. "Vuelve a amanecer"
3. "De boca en boca"
4. "Tú"
5. "Tiéntame"
6. "Tu simple sabor"
7. "No vas a verme mal"
8. "Vuelvo a ti"
9. "Tal como soy"
10. "No eres perfecto"
11. "Gota a gota"